# Haziq Kamaruddin
Haziq Kamaruddin (Johor, 21 luglio 1993 – Kajang, 14 maggio 2021) è stato un arciere malese, che ha rappresentato la Malesia ai Giochi olimpici di Rio de Janeiro 2016.
È morto nel 2021 all'età di 27 anni per un malore improvviso occorsogli mentre era in preghiera Subud nella sua abitazione